# Запис оброк - средњи (Топли До)
Запис оброк - средњи (Топли До) се налази на парцели чији је власник Црква "Свете Параскеве".

## Локација
| Општина             | Пирот                                                            |
| Катастарска општина | Топли До                                                         |
| Потес               | Село                                                             |
| Координате          | 43° 20′ 23″ С; 22° 40′ 47″ И / 43.339599999999997° С; 22.6798° И |
| Надморска висина    | 716m                                                             |

## Карактеристике
Дендрометријске вредности утврђене на терену и сателитским снимцима:
| Стабло                     | Крст |
| Висина стабла              | m    |
| Обим дебла                 | m    |
| Пречник крошње             | 0m   |
| Пречник дебла              | m    |
| Висина дебла до прве гране | m    |

## База записа
Запис је у оквиру Викимедија пројекта "Запис - Свето дрво" заведен под редним бројем 0884.